# May Telmissany
May Telmissany (arabe : مي التلمساني) est une romancière, traductrice et critique de cinéma, née au Caire en 1965. Elle fait partie de la nouvelle génération d’auteurs égyptiens apparue dans les années 2000. Elle enseigne également le cinéma et les études arabes à l'Université d'Ottawa, au Canada.

## Parcours
May Telmissany est née au Caire en 1965, son père est le réalisateur égyptien Abdel-Kader Telmissany (1924-2003). 
Elle travaille comme assistante au département des Lettres françaises de l’Université Ménoufia en Égypte (1988-1992), comme maîtresse de conférence à l’Institut du cinéma à l’Académie des Arts au Caire comme chargée de l’enseignement du cinéma en langue française de 1992 à 1995. 
Elle obtient une maîtrise en littérature française à l’Université du Caire, en 1995 et fait un doctorat au Département de littérature comparée de l’Université de Montréal.
Elle est autrice et présentatrice de programmes culturels au service français de Radio Le Caire en 1998. 
Elle est en même temps chargée de cours à l’Université du Caire en langue et traduction (1996-1998) et à l’Université de Montréal en littérature comparée (2002) et en études cinématographiques (2001-2004).
May Telmissany réside au Canada où elle enseigne le cinéma et les études arabes à l’Université d’Ottawa, au Canada.

### Écriture
Après avoir passé un an à Paris en 1992, elle commence à publier des nouvelles dans des magazines littéraires.
En 1995, alors qu'elle passe sa maîtrise, elle publie une traduction en arabe de Les Cinémas Arabes et du livre Lire le Théâtre d'Anne Ubersfeld, sur la vie et l'œuvre du documentariste égyptien Fouad AI-Tohamy et son premier recueil de nouvelles,  Repetitive Sculptures.
May Telminassy écrit beaucoup sur le cinéma et, plus particulièrement, sur la représentation de la ville dans le cinéma, notamment celle du quartier populaire dans les cinémas égyptien et moyen-oriental. Elle collabore avec Robert Solé et Mercédès Volait, à l’édition bilingue arabe-français de l’ouvrage commémoratif Mémoires héliopolitaines en 2005.
Ses romans, دنيازاد Doniazade (Actes-Sud, Paris, 2000) et هليوبوليس Héliopolis (Actes-Sud, Paris, 2002) ainsi que ses recueils de nouvelles, Gravures répétées نحت متكرر et Trahisons mentales خيانات ذهنية, ont été acclamés par la critique aussi bien égyptienne que française. 
Doniazade a reçu le prix Arte Mare (Bastia, France) et le prix d’encouragement de l’État (le Caire, Égypte) pour le meilleur roman autobiographique. 
May Telmissany a obtenu une bourse de création du Conseil des Arts et des Lettres du Québec pour écrire son prochain roman en français. 
De 1998 à 2002, elle bénéficie d'une bourse de l’ACDI (programme des bourses de la francophonie de Montréal) et d'une bourse de résidence UNESCO à Pérouse en 2003.
Son livre, Les Murs du Paradis للجنة سور, publié au Caire en 2009, est un recueil de fragments sur son expérience canadienne et ses retours successifs en Égypte. [réf. nécessaire]
En 2018/2019, elle publie des chroniques dans les media Le Devoir.
Trois de ses romans ont été traduits en français et publiés aux éditions Actes Sud, Donaziade (2000), Héliopolis (2003) et A Capella (2014).[réf. nécessaire]

## Distinctions
- Chevalière dans l'ordre des Arts et Lettres[8],[2]

## Publications
- (ar) نحت متكرر (مجموعة قصصية) (Sculptures répétitives, nouvelles), Le Caire, Dar Sharquiat, 1995 102 p.[9]
- (ar) دنيازاد (رواية): دار شرقيات، القاهرة، (Dunyazad), Beyrouth, Al-Adab, 1997, 82 p. (Roman traduit en 6 langues européennes)[10]
- خيانات ذهنية (مجموعة قصصية): الهيئة العامة لقصور الثقافة، القاهرة ، (Trahisons mentales), Le Caire, 1999[10]
- Maiy Tilimsānī et Mona Latif-Ghattas, Héliopolis [« (ar) هليوبوليس (رواية): دار شرقيات، القاهرة، »] [« Heliopolis »], Le Caire, Actes Sud, coll. « La Bibliothèque Arabe, les Littératures Contemporaines »,‎ 2003, 167 p. (ISBN 978-2-7427-4131-1).
- (ar) للجنة سور (يوميات): دار شرقيات، القاهرة، (Journal), Le Caire, Dar Sharquiate, 2009
- (ar) أكابيللا (رواية): دار شرقيات، القاهرة، (A Cappella), Le Caire, Dar Sharquiat, 2012, 151 p.

### En français
- Mona Latif-Ghattas (trad.), Doniazade, Arles, Actes Sud, coll. « Simbad », 2000, 70 p.  (ISBN 978-2-7427-2613-4)
- Mona Latif-Ghattas (trad.), Héliopolis, Arles, Actes Sud, coll. « Simbad », 2003, 156 p.  (ISBN 978-2-7427-4131-1)
- Richard Jacquemond (trad.), A Cappella, Arles, Actes Sud, coll. « Simbad », 2014, 168 p.  (ISBN 978-2-330-03018-6)

autres publications en français :
- avec Eve Gandossi (autrice), Pascal Meunier (photogr.), Les Derniers Bains du Caire, Le Bec en l'air, 2008  (ISBN 978-2916073378)
- La Hara dans le cinéma égyptien: Quartier populaire et identité nationale, Editions Universitaires européennes, 2011  (ISBN 978-6131535581)
- Mona Latif-Ghattas (trad.), Ceci n'est pas un paradis (recueil de chroniques), Mémoires d'encrier, 2017

## Traductions
- Fernando Arrabal, (trad. en arabe avec Faten Anwar), Trois Pièces de Théâtre, Le Caire, Academy of the Arts Publications, 1994, 143 p.
- Mona Latif-Ghattas, Lise Desjardins, (trad. en arabe avec Walid El Khachab), Momo et Loulou, Le Caire, Éditions Dar El Nashr Horizons, 2005 , 107 p.
- Mona Latif-Ghattas, Le livre ailé (poésie), Le Caire, Éditions Dar El Nashr Horizons, 2007	(Poetry), 70 p.
- Mouny Berrah, Les Cinémas arabes, Le Caire, General Book Organization, 1994, 219 p.
- Albert Jurgenson, Pratiques du Montage, Le Caire, Academy of Arts Publications, 1996, 176 p.
- Ann Ubersfeld, Lire le Théâtre I, Le Caire, Academy of Arts Publications, 1997, 225 p.
- Italo Calvino, Pourquoi Lire les Classiques, Le Caire, Organization of Cultural Palaces Publications, 2000, 153 p.
- Alain Virmaux, Odette Virmaux, Les Grandes Écoles Esthétiques Le Caire, High Council of Culture Publications, 2000, 217 p.